# Рязанский (Большеглушицкий район)
Рязанский — посёлок в Большеглушицком районе Самарской области. Входит в состав сельского поселения Южное.

## История
В 1973 г. Указом Президиума ВС РСФСР поселок отделения №4 совхоза «Южный» переименован в Рязанский.

## Население
| 2010 |
| ---- |
| 40   |